# 西尾教次
西尾 教次（にしお のりつぐ）は、江戸時代初期の美濃国揖斐藩の世嗣。

## 略歴
木下吉隆の長男といわれる。母は西尾光教の娘。
外祖父である西尾光教の養子となる。揖斐藩主となるはずだったが家督を相続することなく、慶長13年（1608年）に21歳で死去した。
代わって、弟・嘉教が養子に迎えられ嫡子となった。